# Holly Hunter
Holly Hunter (* 20. března 1958 Conyers, Georgie, USA) je americká herečka a producentka, držitelka Oscara za nejlepší ženský herecký výkon ve filmu Piano z roku 1993. Byla také nominována na Oscara za filmy Vysíláme zprávy, Firma a Třináctka.
Pochází z farmářské rodiny ze státu Georgie, vystudovala herectví na Univerzitě Carnegieho–Mellonových. Žila v New Yorku a od roku 1982 v Los Angeles. První film natočila v roce 1981, úspěch jí přinesla spolupráce s bratry Coenovými. Účinkuje také v televizním seriálu Božská mrcha, který spoluprodukovala, za svoji roli Grace byla dvakrát nominována na Cenu Emmy. Roku 2008 získala hvězdu na Hollywoodském chodníku slávy.
Jejím manželem byl kameraman Janusz Kamiński. S hercem Gordonem MacDonaldem má dva syny, dvojčata Claudea a Presse.
Označuje se za ateistku.

## Filmografie
- 1981: Žár
- 1984: Odpolední směna
- 1987: Potíže s Arizonou
- 1987: Vysíláme zprávy
- 1989: Navždy
- 1989: Královna krásy
- 1991: Jednou dokola
- 1993: Firma
- 1993: Piano
- 1995: Domů na svátky
- 1995: Vraždy podle předlohy
- 1996: Crash
- 1997: Extra život
- 1998: Polibek
- 1999: Co vlastně ženy chtějí?
- 2000: Časový kód
- 2000: Bratříčku, kde jsi?
- 2002: Půlnoční míle
- 2003: Třináctka
- 2003: Muž, který zabil
- 2004: Úžasňákovi
- 2004: Malá černá skříňka
- 2005: Zmražená pojistka
- 2012: Na dno nás nedostanete
- 2012: Jackie
- 2013: Hříšná cesta do ráje
- 2018: Úžasňákovi 2